# Achelia lagena
Achelia lagena är en havsspindelart som beskrevs av Child, C.A. 1994. Achelia lagena ingår i släktet Achelia och familjen Ammotheidae. Inga underarter finns listade i Catalogue of Life.